# Immersió lingüística
La immersió lingüística és l'exposició intensiva a una segona llengua, vivint en una comunitat que la parli de forma habitual, per tal d'aprendre-la més ràpidament i assolir així el bilingüisme dels aprenents. És un procés propi de les estades lingüístiques, sigui en colònies d'estiu o estudiant a l'estranger (programa Erasmus, any lingüístic, doble titulació europea…), i dels immigrants que van a viure a un nou país, on aprenen la llengua a la vida quotidiana encara que puguin tenir un complement de classes formals.
També s'anomena immersió quan es posa en contacte l'aprenent durant moltes hores de la jornada amb la llengua que es vol dominar, encara que no estigui a la comunitat que la té com a llengua materna. Per exemple, a l'escola catalana la immersió lingüística s'ha esdevingut pel fet de convertir el català en llengua vehicular de l'ensenyament, de forma que la majoria de matèries s'imparteixen en aquest idioma. Aquesta immersió garanteix un coneixement suficient del català encara que els alumnes parlin altres idiomes fora de l'escola.

## Història
La realitat social, distribució territorial i política de moltes de les llengües que es parlen al món i els creixents fluxos migratoris de la població palesen la necessitat que moltes persones, cada vegada en més quantitat, hagin de ser competents en diverses llengües per progressar. Aquesta realitat ha fet plantejar als estudiosos de la psicologia i de la pedagogia, des dels inicis del segle xx, la naturalesa i les possibilitats de l'educació bilingüe.
Cal esmentar que, des dels segles xviii i xix, s'havia generalitzat en els grans estats l'ensenyament en la llengua oficial i, en molts casos, les minories lingüístiques es van ensenyar en aquesta llengua no pròpia, com en el cas del Català. Aquesta pràctica que han patit tants pobles del món no es pot considerar immersió, per la forma hostil i brusca de fer-ho, però sí que s'ha d'anomenar submersió, atès que, implícitament o explícitament, se cercava el reemplaçament d'una llengua per l'altre. Convé distingir entre el bilingüisme additiu, que incorpora la llengua nova sense perdre la de casa, i el bilingüisme substractiu, en el qual s'adquireix la llengua nova de manera precoç en detriment de la llengua familiar que es menysté.
Els primers estudis presentats en congressos i fòrums internacionals que van tractar sobre l'educació bilingüe, la Conferència Internacional de Bilingüisme, celebrada a Luxemburg el 1928, i les resolucions de la UNESCO del 1951, a París, van oferir una perspectiva negativa de l'educació bilingüe.
Al voltant dels anys seixanta del segle XX es va produir un important canvi d'opinió entre els experts sobre l'aprenentatge de les llengües i la consideració del bilingüisme, motivats per l'aparició d'estudis empírics que demostraven que el bilingüisme no tenia efectes desfavorables sobre el desenvolupament intel·lectual i que l'ensenyament en una llengua diferent de la primera de l'alumne podia donar millors resultats que l'ensenyament tradicional en la primera. Els primers estudis en aquest sentit són de Lambert (1962) i de Balkan (1970), la iniciativa, però, amb més repercussió va ser l'experiència de l'escola Saint Lambert, al Quebec, que va donar nom a la immersió.
La primera experiència d'immersió s'inicià al Canadà el 1965 a l'escola Saint Lambert. El 1963, els pares d'aquesta escola estaven preocupats per la constatació que els seus fills i filles, en acabar l'escola, tenien greus llacunes de francès que els impedien comunicar-se amb eficàcia en aquesta llengua fora de l'escola, i consideraven que aquest fet els comportava un greu impediment de cara a trobar feina o respondre a les demandes socials del Quebec. Dos anys després, el setembre de 1965, es realitzà en aquesta escola la primera classe experimental d'immersió al francès: consistia a escolaritzar nens i nenes de llengua familiar anglesa (llengua majoritària) en una segona llengua, el francès, de manera que durant els tres primers cursos l'única llengua d'instrucció de l'escola fos la segona llengua per als seus alumnes. Posteriorment, en cursos successius, s'introduïa l'anglès, primerament com a assignatura i, gradualment s'anava augmentant la presència d'aquesta llengua en el currículum escolar fins a arribar a assolir el 60% del curriculum. És a dir, els alumnes escolaritzats tenien com a llengua vehicular de continguts a l'escola una llengua diferent de la llengua que empraven habitualment per relacionar-se a casa amb els seus familiars.
Els bons resultats aconseguits en l'avaluació del programa, palesaren que s'havien assolit els objectius que s'havien marcat i demostraren, en definitiva, que l'ensenyament des de l'inici de l'escolaritat en una segona llengua no representava cap impediment per a aquests alumnes en relació al seu èxit acadèmic.

## Objectius
L'objectiu primordial de la immersió lingüística és sempre intensificar l'aprenentatge lingüístic i aconseguir, en el menys temps possible, el màxim coneixement i capacitat comunicativa en la llengua apresa. Es tracta, doncs, d'un conjunt d'estratègies d'aprenentatge aplicades intensivament per facilitar als alumnes l'adquisició d'una segona o tercera llengua.
La immersió en els darrers anys s'ha anat aplicant per obtenir altres objectius complementaris a aquest, que es poden agrupar en tres blocs:
1. Ensenyament-aprenentatge de les llengües estrangeres en alumnes que volen conèixer-les com un element d'enriquiment cultural.
2. Ensenyament-aprenentatge de la llengua dominant del lloc i que l'alumne no coneix b) Un altre tipus d'immersió és la que pretén obtenir l'objectiu de la competència lingüística de l'aprenent en llocs on es vol ensenyar una llengua que és forta o dominant i que l'alumne no coneix. Junt amb la competència lingüística se cerca la incorporació de l'alumne a una comunitat lingüística dominant per tal de facilitar-li la integració social i cultural. Dins d'aquest grup s'hi inclou l'aprenentatge de les llengües oficials dels diversos països industrialitzats per la recent immigració (la immersió es produeix fonamentalment en l'àmbit escolar i de l'ensenyament formal, però amb una forta implicació de l'aprenentatge no formal que es produeix al carrer, a la feina i en la vida dels nouvinguts)
3. Ensenyament-aprenentatge de llengües minoritzades, les quals han estat prohibides o rebutjades pels poders públics i que es troben en situació de dificultat per mantenir-se o créixer en el territori on es parlen. En aquest cas, l'objectiu de la immersió és assolir, el més aviat i millor possible, la competència lingüística pels mateixos parlants o per les persones que ocupen actualment el territori per fer normal l'ús de la llengua en l'espai que li és propi i evitar-ne l'extinció.

## Característiques
Els programes d'immersió lingüística es caracteritzen per:
1. Ser un model pedagògic d'ensenyament en la llengua 2 adreçat als alumnes de llengua i cultura majoritària, amb l'objectiu d'adquirir competència comunicativa en dues llengües sense que l'aprenentatge d'una de les dues comporti una pèrdua de capacitat comunicativa en l'altra.
2. Hi ha un desconeixement inicial de la llengua de l'escola pels alumnes. La llengua de l'escola és una llengua diferent de la que es parla a casa.
3. Participació voluntària dels pares.
4. Els programes d'immersió compten amb professorat bilingüe. Fet que garanteix la comunicació de/amb l'alumne.
5. Els programes d'immersió parteixen d'una concepció instrumental de l'ensenyament de la llengua (considerant que la forma més efectiva d'aprendre una llengua és fer-hi coses). La llengua esdevé vehicular de les activitats d'ensenyament-aprenentatge a les aules.
6. No es força a l'alumne a expressar-se en la segona llengua, sinó que sempre se li permet d'elegir la llengua a utilitzar en els seus intercanvis lingüístics (inicialment en la seva primera llengua).
7. En aquests programes, el tractament pedagògic s'esdevé d'un plantejament i una metodologia especial i adequada al propòsit que es pretén aconseguir.

## Models d'immersió
Existeix una diversitat de programes d'immersió lingüística que depèn de la situació sociolingüística de cada lloc i dels objectius que es volen aconseguir. En estats que han estat molt de temps monolingües, amb una llengua oficial o de facto, no s'ha posat en qüestió l'hegemonia de la llengua dominant. Es pot percebre el concepte de drets lingüístics com a regressiu, ja que és vist com a foment de la persistència de diferències ètniques, o d'illes lingüístiques, portant a conflictes o a lleialtats dividides. Per altra banda, en una democràcia deliberativa es pot posar en qüestió si és legítim que l'estat insisteixi que tots els alumnes siguin escolaritzats únicament en la llengua dominant. En contextos multilingües es pot prioritzar un bilingüisme actiu o additiu.

### Models segons l'objectiu
Típicament, la immersió és un programa educatiu que persegueix l'enriquiment lingüístic mitjançant l'ús d'una segona llengua com a llengua vehicular de l'ensenyament amb l'objectiu d'arribar a dominar ambdues llengües. Altres programes d'immersió s'anomenen de manteniment, ja que l'objectiu limitat és la pervivència en situacions socials o familiars adverses. Pot donar-se en casos on hi ha hagut un trencament de transmissió lingüística familiar i s'intenta que els nets recuperin com a segona llengua aquella dels avis.
S'anomena submersió al programa d'immersió que té un objectiu contrari: una transició cap a l'assimilació de llengües minoritàries mitjançant l'ús monolingüe de la llengua majoritària amb cap o poc ús de la primera llengua dels alumnes. Un programa de transició és una submersió progressiva amb l'objectiu que els alumnes puguin incorporar-se a l'ensenyament en la llengua dominant. És un programa típic per a poblacions immigrants.

### Models segons el grau d'immersió
Una immersió total suposa utilitzar la segona llengua en tot el currículum i no introduir la llengua dominant fins que no s'hagi assolit un cert nivell de la segona amb l'objectiu d'arribar a un alt nivell de domini d'ambdues.
Una immersió parcial es produeix quan s'utilitza la segona llengua en part del currículum, típicament en àrees relacionades amb la cultura i la història. Aquest és un programa aplicable en llengües minoritzades on hi ha relativament pocs parlants actius i no és realista implementar un programa d'immersió total. Rarament s'aconsegueix un bilingüisme estable, ja que la segona llengua té un paper secundari i no s'arriba al nivell de comunicació de la llengua dominant.
Una immersió bilingüe suposa utilitzar com a mínim el 50% de la segona llengua en el currículum escolar. L'objectiu és el mateix que una immersió total: arribar pràcticament a un bilingüisme.
Una immersió doble introdueix dues llengües no natives des de l'inici de l'escolaritat. Per exemple, en les escoles jueves de Mont-real, amb majoria d'alumnes anglòfons, es fa immersió en francès i hebreu al 50% del temps d'instrucció i, posteriorment, en els darrers graus s'hi introdueix l'anglès. A l'Índia es fa immersió en anglès i hindi en poblacions de parlants natius d'altres llengües.
Una immersió dual integra un nombre equivalent d'alumnes parlants de dues llengües i la instrucció curricular es fa tant en la llengua dominant com en la minoritària. L'objectiu és facilitar l'intercanvi entre dues comunitats lingüístiques. Un exemple són els programes dels Estats Units amb immersió en anglès i castellà en classes que integren alumnes angloparlants i hispanoparlants.

### Models segons l'edat
Quan es parla de programes d'immersió, habitualment se sol fer referència al programa d'immersió total primerenca, el més estès i conegut arreu. Però hi ha altres tipus d'immersió, convé posar en relleu que dintre de cada modalitat hi ha molta variabilitat en els programes i com s'apliquen i difícilment trobem dos programes d'immersió idèntics.
- Immersió primerenca (total i parcial)

En aquesta modalitat, la major part de la instrucció durant els tres o quatre primers cursos es fa en la segona llengua. La L1 s'introdueix en el segon o tercer grau i augmenta progressivament fins a arribar a equiparar-se en moltes ocasions a la L2 en temps d'instrucció. El procés d'aprenentatge de la lectura i l'escriptura es fa mitjançant la L2 i, posteriorment, normalment en el tercer grau de primària, s'introdueix l'aprenentatge de la lectura i l'escriptura en la L1.
La immersió primerenca parcial difereix respecte de la total en el fet que l'ensenyament en la L2 no és tan intens durant els primers graus. Després, la fórmula més comuna és la de repartir proporcionalment al 50% el temps d'instrucció en la L2 i la l1. L'ensenyament i aprenentatge de la lectura i l'escriptura habitualment es simultanieja en les dues llengües a partir del primer grau de primària.
- Immersió retardada o mitjana

El principal tret d'aquest model és que posposa l'ús de la segona llengua com a principal mitjà d'instrucció fins al quart o al cinquè grau de primària. En aquest model es comença l'ensenyament en la L1 i es contempla l'ensenyament de la L2 al voltant de 30 minuts diaris. Tot seguit, s'inicia durant un o dos cursos (quart i/o cinquè grau) un programa d'immersió total en la L2 i es continua amb un programa d'immersió parcial en el darrer curs de primària. En aquesta aproximació, s'aprèn a llegir i a escriure primer en la L1 i posteriorment en la L2.
- Immersió tardana

En aquest model s'introdueix durant un o dos cursos l'ús intensiu de la segona llengua com a principal mitjà d'instrucció a partir del darrer grau de primària o primer de secundària i sol anar seguit d'un programa d'immersió parcial (repartiment proporcional entre les dues llengües del temps d'instrucció). Aquest model contempla, des de l'inici, l'ensenyament de la L2 com a assignatura.

## Immersió lingüística en català
Pel que fa a les experiències en l'àmbit lingüístic català, l'extensió de l'aplicació escolar de la immersió afecta pràcticament tots els territoris: el Principat, el País Valencià, les Illes, l'Alguer i la Catalunya Nord. Tots ells amb experiències de diversa extensió i durada i alguns amb resultats altament consolidats, malgrat les condicions socioculturals i administratives en què s'han desenvolupat i que no són, en absolut, les que hi ha hagut en el Principat.
El model català del Programa d'immersió, desenvolupat a les escoles del Principat a partir dels anys vuitanta, ha esdevingut un referent internacional de l'ensenyament de les llengües aplicant aquesta metodologia d'aprenentatge, tant per la quantitat d'alumnes implicats com per la complexa estructura de suport legal i tècnic amb què el va dotar el Govern de la Generalitat des dels seus inicis, i pels resultats que s'han obtingut i publicat.

### Catalunya
A Catalunya, després de la prohibició del període franquista i restablerta certa autonomia política, s'iniciaren tot un seguit de canvis i accions per promoure la normalització del català. La introducció de la llengua catalana a l'escola era una acció prioritària per a incrementar l'ús social del català. Miquel Siguan va promoure la idea d'educar els alumnes en la llengua minoritzada, com a model més vàlid per garantir la seva normalització, idea recollida des de la direcció del Servei d'Ensenyament del Català de la Generalitat de Catalunya (SEDEC), dirigit per Joaquim Arenas, qui en dirigí la implantació.
Jurídicament el periple s'inicià amb el Reial Decret 2092/1978, que va fer obligatori, novament, l'estudi del català com a assignatura; però el gran impuls va venir amb l'aprovació de la Llei 7/1983 de normalització lingüística. Aprovada pel Parlament amb dos únics vots contraris, consagrava el català com a «llengua pròpia de Catalunya i també de l'ensenyament en tots els nivells educatius».
La primera aplicació del Programa d'Immersió Lingüística (PIL) es dugué a terme el curs 1983-84, a dinou escoles públiques de Santa Coloma de Gramenet, amb una població d'alumnes majoritàriament castellanoparlants. I el primer centre que va aplicar-ho fou l'Escola Rosselló-Pòrcel el 1983 gràcies a l'empenta d'unes quantes famílies que volien que els seus fills fossin educats en català. Donats els bons resultats d'aquesta es confirmarà l'oportunitat d'estendre aquesta metodologia a altres escoles i indrets. El curs 1989-90 la immersió lingüística era present en més de 700 escoles (més de cinquanta-dos mil alumnes).
El model d'immersió lingüística catalana de la primera època presenta, des d'un principi, dues variables importants respecte a l'experiència canadenca:
- D'una banda, els alumnes catalans que segueixen un programa d'immersió lingüística tenen majoritàriament una procedència sociocultural baixa.
- D'una altra, es tracta d'una immersió precoç (iniciant-se a partir dels tres anys).

A partir del curs 1992-1993 l'escola en català es va convertir en el model d'ensenyament a tot Catalunya.
Així mateix cal fer esment que dins de Catalunya, el territori de l'Aran té un règim lingüístic particular basat en el reconeixement de l'occità, parlat en la seva varietat aranesa, com a llengua pròpia de la Vall i dotada d'un estatut d'oficialitat. Aquest territori presenta un model lingüístic educatiu propi: l'obligatorietat de l'ensenyament de i en aranès a l'Aran que, si bé es recollia en els Decrets i Ordres de la primera normativa lingüística educativa de Catalunya (de 1983), s'incorporà en els currículums dels centres educatiu l'any 1990. L'aranès actualment es configura com la llengua base d'aprenentatge (llengua vehicular) dels escolars de 3 a 7 anys (ensenyament infantil i cicle inicial de l'educació primària), on s'apliquen mètodes d'immersió. A partir del cicle mitjà de primària, de 8 a 9 anys, la llengua vehicular es determina per a cadascuna de les diferents matèries escolars, amb incorporació progressiva del català, el castellà i el francès, al costat de l'aranès.

#### L'escola catalana
Amb motiu del debat de la Llei de normalització lingüística (1983) els diferents grups polítics, i els respectius responsables de la política educativa d'aquests, acordaren un model d'escola en què «L'alumnat no ha d'ésser separat en centres […] diferents per raó de la seva llengua habitual».
Catalunya comptava, a finals dels anys 1970 i inicis dels 1980, amb el 38% de persones no nascudes al país, el percentatge s'elevava al 61% a la província de Barcelona, circumscripció territorial en la qual vivien el 75% de la població catalana, de la qual el 61% no parlava el català i on només el 15% el parlava, l'entenia i l'escrivia. El repte era com fer possible que, al mateix temps que no se separava l'alumnat en centres o en classes diferents, es permetia que tothom aprengués fins a un nivell suficient la llengua del país. La implantació del model d'immersió requeria també un notable esforç pel col·lectiu docent, el qual en la seva gran majoria no havia après català ni en català al llarg de la seva escolaritat, al qual va respondre de manera exemplar.
El model d'escola a Catalunya, pel que fa al tractament de la llengua, és uniforme:
- Amb petites variants, totes les escoles fan l'escolarització infantil (parvulari, a l'inici de l'escolarització bàsica) en català.
- L'aprenentatge de la lectura i l'escriptura també es fa en català en la pràctica totalitat dels centres educatius.
- S'introdueix el castellà de manera progressiva (primer oralment i després en textos escrits) al llarg del període que va entre els 5 i els 8 anys.
- S'imparteixen classes de castellà i de català, en horari equivalent, durant l'educació primària i secundària (entre 4, 3 i 2 hores, depenent del nivell i del curs).
- El català és la llengua vehicular de la gran majoria de matèries del currículum escolar, excepció feta del castellà i de la llengua estrangera.
- Els darrers deu anys ha augmentat el nombre de centres que introdueixen la tercera llengua (anglès, majoritàriament) a parvulari o als primers cursos de primària. I també han augmentat els centres de primària i de secundària que imparteixen continguts no lingüístics en aquesta tercera llengua.

### País Valencià

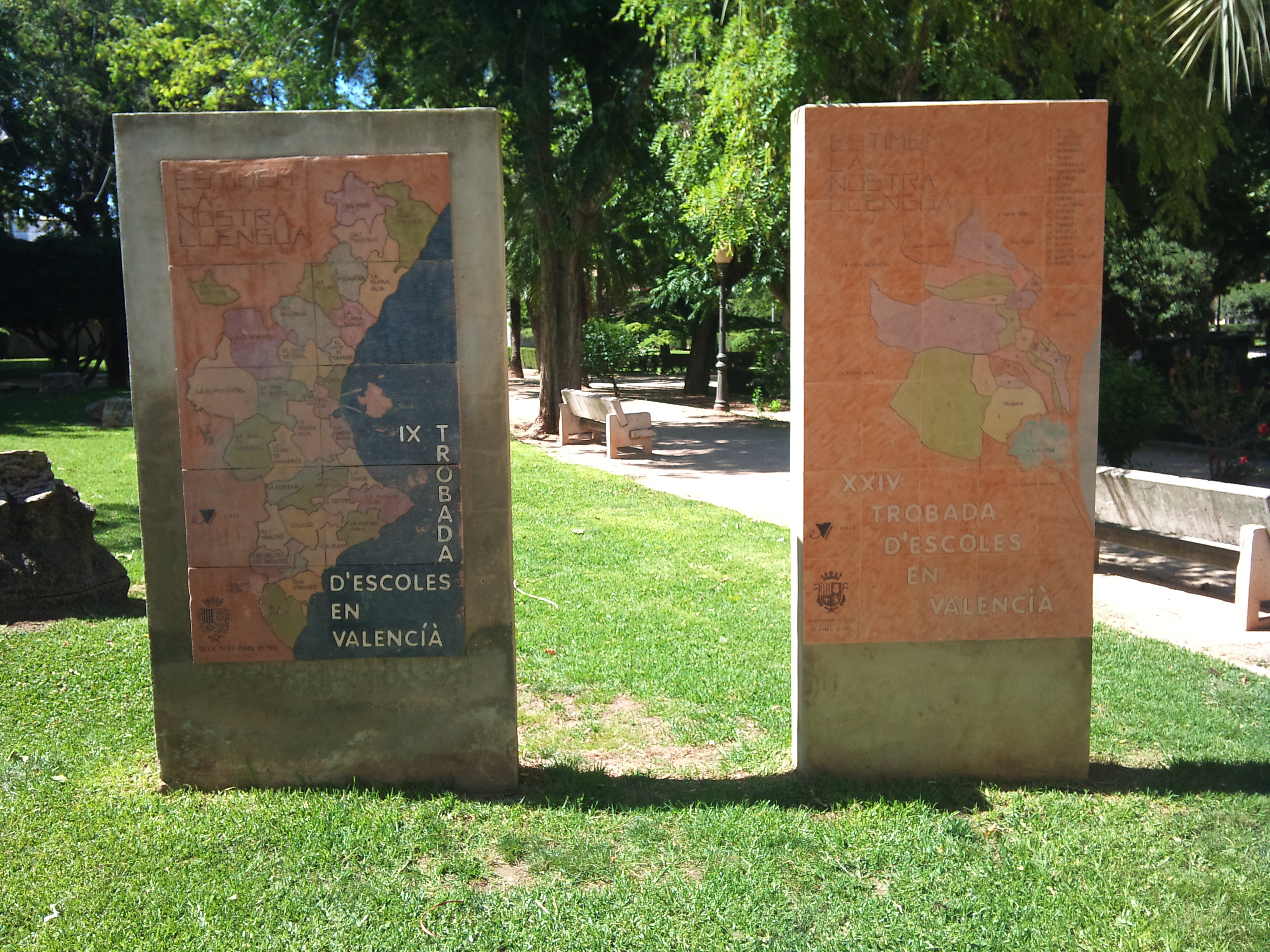
Monuments a les trobades d'Escoles en Valencià a Silla, Horta Sud.

A diferència de Catalunya les autoritats educatives del País Valencià topen amb la realitat social: d'una banda, la pressió per mestres, famílies i organitzacions civils en favor de la normalització lingüística; i de l'altra, la resistència de nuclis importants contraris a la valencianització de l'educació. Així mateix l'existència d'una part del territori (un 10% aproximadament) que ha estat sempre castellanoparlant va fer que s'establís un model en què es distingeixen diversos tipus de centres i de programes a l'hora de tractar la llengua a l'escola:
- Model monolingüe, amb el castellà com a llengua vehicular o d'aprenentatge i el català com a assignatura setmanal. Es dona a la zona castellanoparlant del País.
- Model bilingüe, amb diferents programes opcionals:
  - Programa d'ensenyament en valencià (PEV), popularment conegut com a línies en valencià, adreçat a la població catalanoparlant. Es tracta d'un programa de manteniment de la llengua de la llar.
  - Programa d'immersió lingüística (PIL), també, com l'anterior, és conegut com a línies en valencià. És pròpiament un programa d'immersió, i la població destinatària seria l'alumnat de zones amb predomini de població castellanoparlant.
  - Programa d'incorporació progressiva (PIP), en què s'inicia en llengua castellana i el català hi va guanyant progressivament més pes horari.

### Illes Balears
A les Illes Balears els principis bàsics del model lingüístic de l'ensenyament no universitari es van formular per la Llei 3/1986, de 19 d'abril, de normalització lingüística de les Illes Balears (LNLIB), si bé la introducció definitiva de la llengua catalana en el sistema escolar de les Illes Balears fou retardada per la manca de transferència de les competències educatives, que no es produí fins a l'any 1994.
La Llei de normalització lingüística de les Illes Balears fixa entre els seus objectius ≪assegurar el coneixement i l'ús progressiu del català com a llengua vehicular en l'àmbit de l'ensenyament≫, i en l'article 22.1 determina que ≪el Govern de la Comunitat Autònoma, a fi de fer efectiu el dret a l'ensenyament en llengua catalana, ha d'establir els mitjans necessaris encaminats a fer realitat l'ús normal d'aquest idioma com a vehicle usual en l'àmbit de l'ensenyament en tots els centres docents≫, i l'apartat 3 estableix que ≪l'Administració ha de posar els mitjans necessaris per a garantir que els alumnes no seran separats en centres diferents per raons de llengua≫. Amb tot dit model és condicionat per un principi de ≪progressivitat≫ en la seva aplicació, que deixa un marge a l'Administració a l'hora de fixar la llengua de la docència, tot respectant els objectius esmentats.
La regulació de l'ús vehicular del català, en el marc de la LNLIB, s'establí pel Decret 92/1997, de 4 de juliol, conegut com a Decret de mínims, aplicable a centres públics i privats concertats. D'acord amb aquesta norma, i en el termini de quatre anys, com a mínim la meitat de les àrees de l'educació infantil, primària, secundària obligatòria i secundària postobligatòria s'han d'impartir en català, tot permetent que els centres decideixin si volen incrementar aquest mínim.
Per al primer ensenyament es reconeix legalment el dret dels alumnes a rebre’l en la seva llengua, sigui la catalana o la castellana (art. 18.1 LNLIB), sense concretar les mesures a adoptar per a satisfer-lo. L'any 2004 Conselleria d'Educació va fer un desplegament reglamentari del dret dels pares a elegir la llengua del primer ensenyament dels alumnes (entès essencialment com l'etapa d'educació infantil, és a dir, entre 3 i 6 anys), el qual fou qüestionat pels sectors educatius i socials més compromesos amb la normalització de la llengua, en entendre que es fomentava una opció oposada als programes d'immersió lingüística, i que endarreriria l'aprenentatge de la lectura i escriptura en català. També va suscitar dubtes inicials l'aprovació del Decret 52/2006, de 16 de juny, sobre mesures per a fomentar la competència lingüística en llengua estrangera (anomenat Decret de trilingüisme), amb relació a la seva compatibilitat amb el Decret de mínims, si bé finalment es preveia l'aplicació voluntària pels centres com a pla pilot.